# كاتسوشيجي كاواشيما
كاتسوشيجي كاواشيما (باليابانية: 川嶋勝重) مواليد 6 أكتوبر 1974 في إيتشيهارا، تشيبا، اليابان، هو ملاكم ياباني سابق. حقق بطولة المجلس العالمي للملاكمة.

## إحصائيات
خاض خلال مسيرته 39 نزالا، فاز في 32 ولم يتعادل وخسر في 7. فاز بالضربة القاضية في 21 نزالا.

## روابط خارجية
- كاتسوشيجي كاواشيما على موقع بوكس ريك (الإنجليزية) (registration required)